# Therese Forster

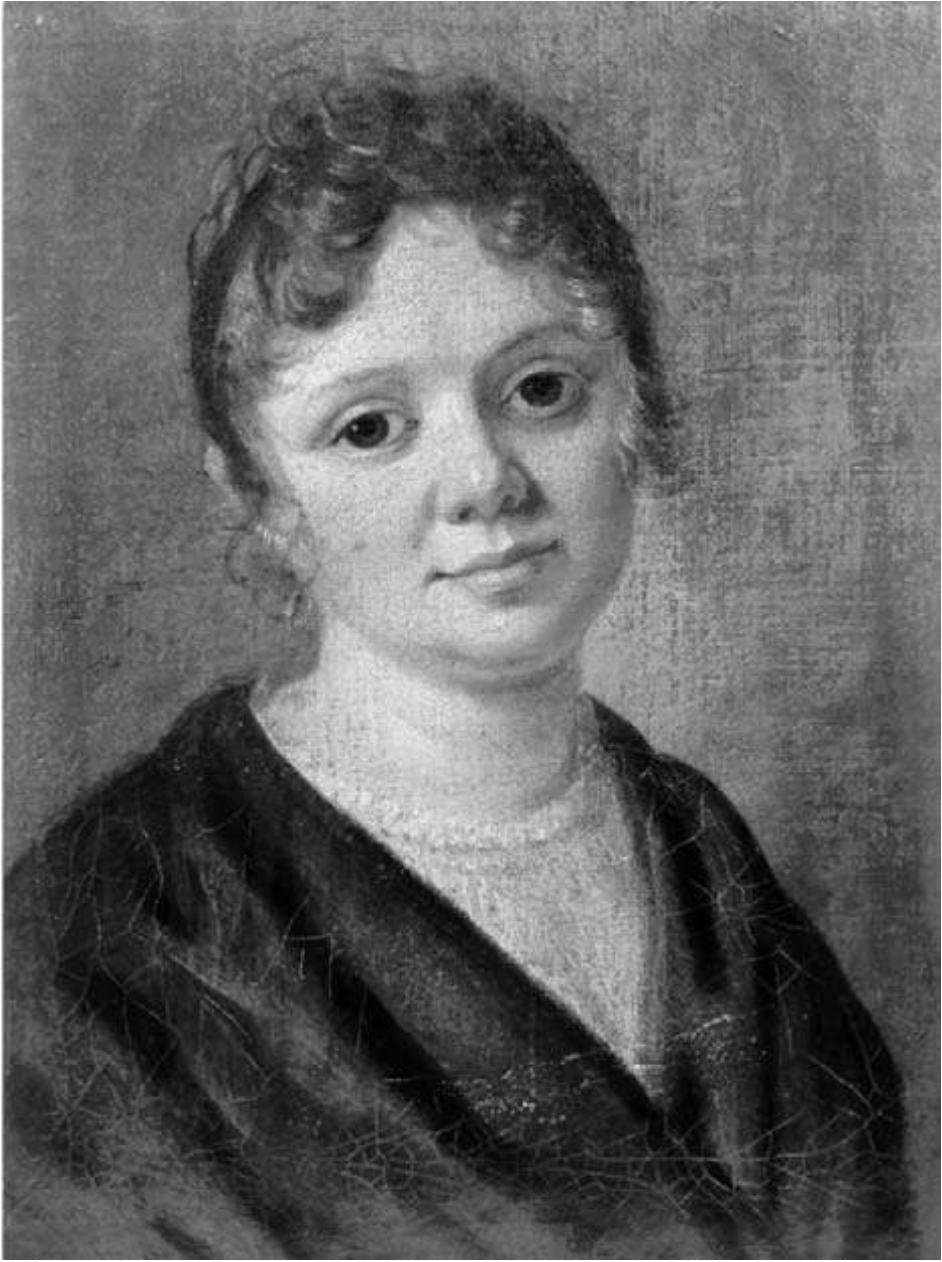
Therese Forster, geportretteerd in 1805 door Ludovike Simanowiz

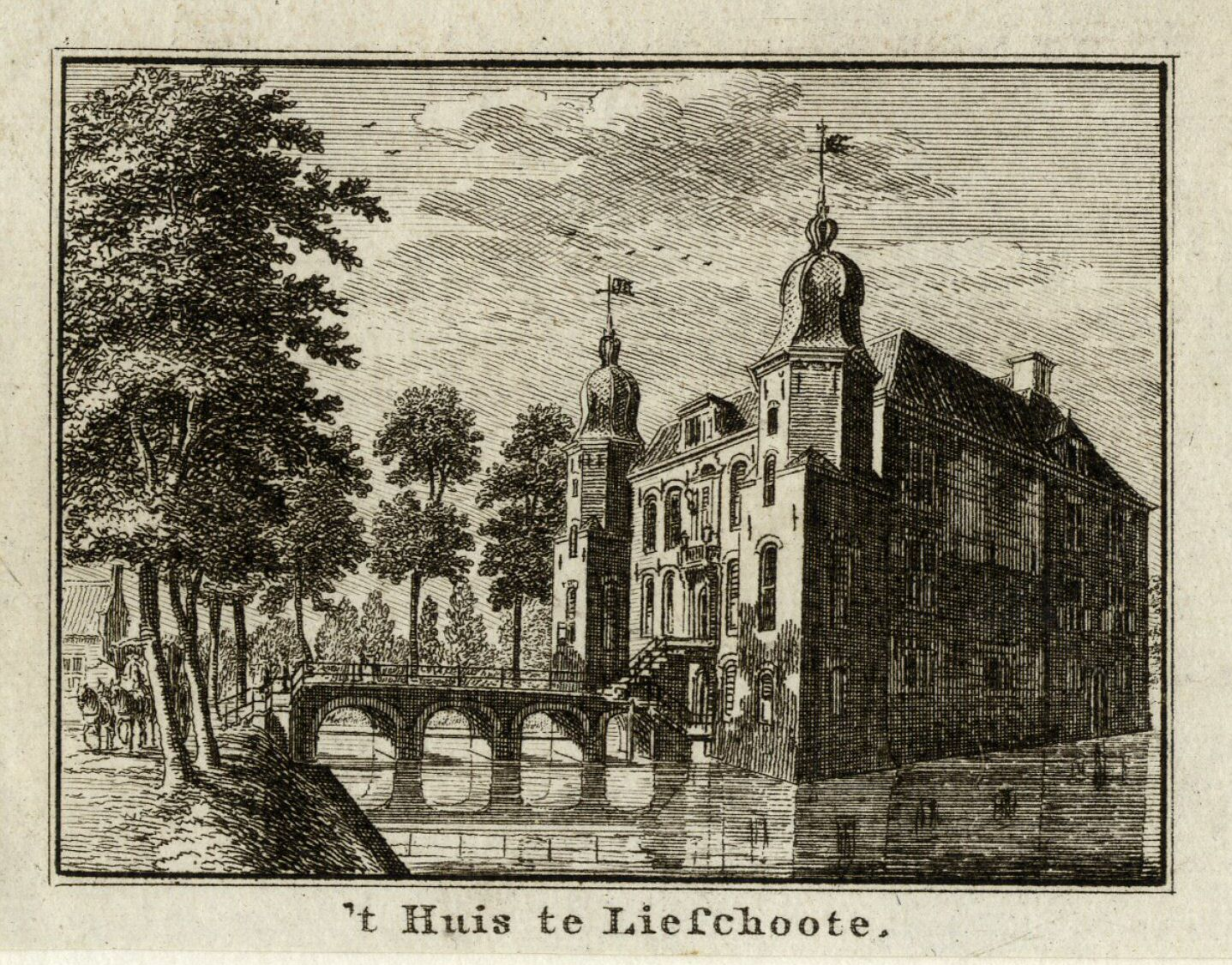
Landgoed Linschoten in Montfoort

Marie Therese Forster (Vilnius, 10 augustus 1786 – Albisheim, 3 juni 1862) was een Duitse opvoedster en schrijfster. De werken van haar vader Georg Forster werden door haar voor het eerst als verzameld werk uitgegeven.

## Levensloop

### Jeugdjaren
Therese Forster was het oudste kind van de natuurvorser, geograaf en schrijver Georg Forster en Marie Therese Heyne. Haar vader werkte aan de universiteit van Vilnius in het Pools-Litouwse Gemenebest als natuurhistoricus. Haar moeder schreef over deze geboorte aan de arts Samuel Thomas von Sömmerring, hoogleraar aan de universiteit van Mainz het volgende: “Ik heb maar tien uren geleden en het leek of de natuur mij beschermde als echtgenote van mijn man Forster”. Als jong kind verhuisde Forster vaak, samen met haar ouders. 
Toen het gezin in Mainz verbleef, gingen haar moeder en de inwonende Ludwig Ferdinand Huber een relatie aan waar Georg Forster mee akkoord ging. 
In december 1793 verhuisde het gezin naar Straatsburg, waar haar jongere zus Clara in haar memoires over schreef dat haar moeder later vertelde dat ze in het huis van de beruchte graaf Cagliostro hadden gewoond. In januari 1794 vertrokken ze naar Neuchâtel, een Zwitsers kanton dat door Pruisen bestuurd werd. De verhuizing was het gevolg van de revolutionaire ideeën van haar vader, een van de leiders van de Republiek Mainz, zodat zij zich in Mainz uit de voeten moesten maken. Het gezin woonde na Neuchâtel in Bôle. Na de dood van haar vader in januari 1794 in Parijs hertrouwde haar moeder met Huber in april 1794. Het gezin met vier kinderen (de twee jongste kinderen overleden vroegtijdig) werd uitgebreid met nog eens zes kinderen, waarvan twee de volwassen leeftijd bereikten. Voor Thérèse Forster was het een gelukkige tijd ondanks de sobere levensomstandigheden in Bôle. In 1798 verhuisde het gezin naar Tübingen waar haar stiefvader journalist werd van de Allgemeine Zeitung. Wegens revolutionaire inhoud van de krant moest het gezin opnieuw verhuizen, ditmaal naar Stuttgart.
Toen Therese Huber zich afvroeg hoe het met haar oudste dochter moest gaan stelde Belle van Zuylen voor haar op te leiden in haar huis, daar zou verblijven en dat zij daar tegenover in het huishouden zou gaan meewerken, zodat ze een paar jaar later gouvernante zou kunnen worden. De ouders stemden daarmee in. Op de leeftijd van vijftien jaar kwam zij naar Colombier in het kanton Neuchâtel. Er werd aandacht besteed aan literatuur, talen leren: Frans, Duits, Engels en Italiaans, briefschrijven en het huishouden doen, zoals in de moestuin werken en sokken breien voor Charles de Charrière. Ter afwisseling ging ze in 1802 naar vrienden in Genève en in 1803 naar vrienden in Bern. Haar stiefvader overleed plotseling eind 1804 in Ulm. Ze ging van februari tot september 1805 naar haar moeder om haar bij te staan. Therese Huber werd journaliste om den brode. Van haar moeder moest zij zich in journalistiek bekwamen, om haar zo te ondersteunen. Forster hield een dagboek bij, in het Frans geschreven. Moeder en dochter hadden een uitgebreide correspondentie. Belle van Zuylen overleed op 27 december 1805 waarbij gewaakt werd gedurende haar sterfbed door Forster en Henriette L'Hardy. Ze kreeg volgens het testament 50 Louis d’or, de zilveren koffiekan en de melkkan, die ze elke ochtend gebruikt hadden. Zij schreef de brief met het overlijdensbericht aan Benjamin Constant.

### Opvoedster en gouvernante
- Kanton Bern. Van 1807 tot 1809 was Forster opvoedster in het Instituut van Philipp Emanuel von Fellenberg, de Hofwil School in Gut Hofwyl nabij Bern. Ze nam er de zorg bij van haar stiefbroer Victor Aimé Huber die er les volgde. Ze was er niet gelukkig en trok weg in 1809.
- Utrecht en Mannheim. In 1809 en 1810 was Forster opvoedster van de kinderen van Paul Strick van Linschoten, een Nederlands diplomaat. Ze was korte tijd gouvernante zowel op het Landgoed Linschoten bij Utrecht als op diens residentie in Mannheim. 
- Berlijn. Ze was van 1811 tot 1821 in dienst van de Pruisische adviseur Carl Friedrich von Goldbeck en zijn echtgenote Caroline von Schrötter als gouvernante van hun kinderen in Berlijn.
- Arnstadt. Van 1821 tot 1826 was zij in dienst van Johann Karl Günther (1772–1842), lid van het Huis Schwarzburg-Sondershausen in Arnstadt, Thüringen als opvoedster van de twee dochters. Omwille van een dispuut met hem keerde ze naar moeder terug die als schrijfster en journaliste werkte in Augsburg (1826-1829).
- Bayreuth en Erlangen. Na de dood van haar moeder (1829) werd ze gouvernante van de zeven kinderen van haar zus Clara getrouwd met boswachter Gottlieb von Greyerz. Ze woonden in Bayreuth, Beieren. 
Toen echter haar stiefzus Luise Huber, echtgenote van Emil von Herder, overleed in 1831 werd ze gouvernante van haar kinderen Ferdinand Gottfried von Herder en Adele von Herder in Erlangen eveneens in Beieren. 
- Ilbesheim en Freinsheim. Toen haar nichtje Adele Luise Wilhelmine von Herder (1831-1908) op haar beurt huwde met de arts Wilhelm Kuby en kinderen kreeg, werd ze gouvernante in het jonge gezin. Ze trok in bij haar nicht in Ilbesheim in de Rheinpfalz. Nadien was de woonplaats Freinsheim. Ze overleed in 1862 tijdens een bezoek aan Albisheim ten gevolge van een longontsteking op 75-jarige leeftijd.

## Schrijfster

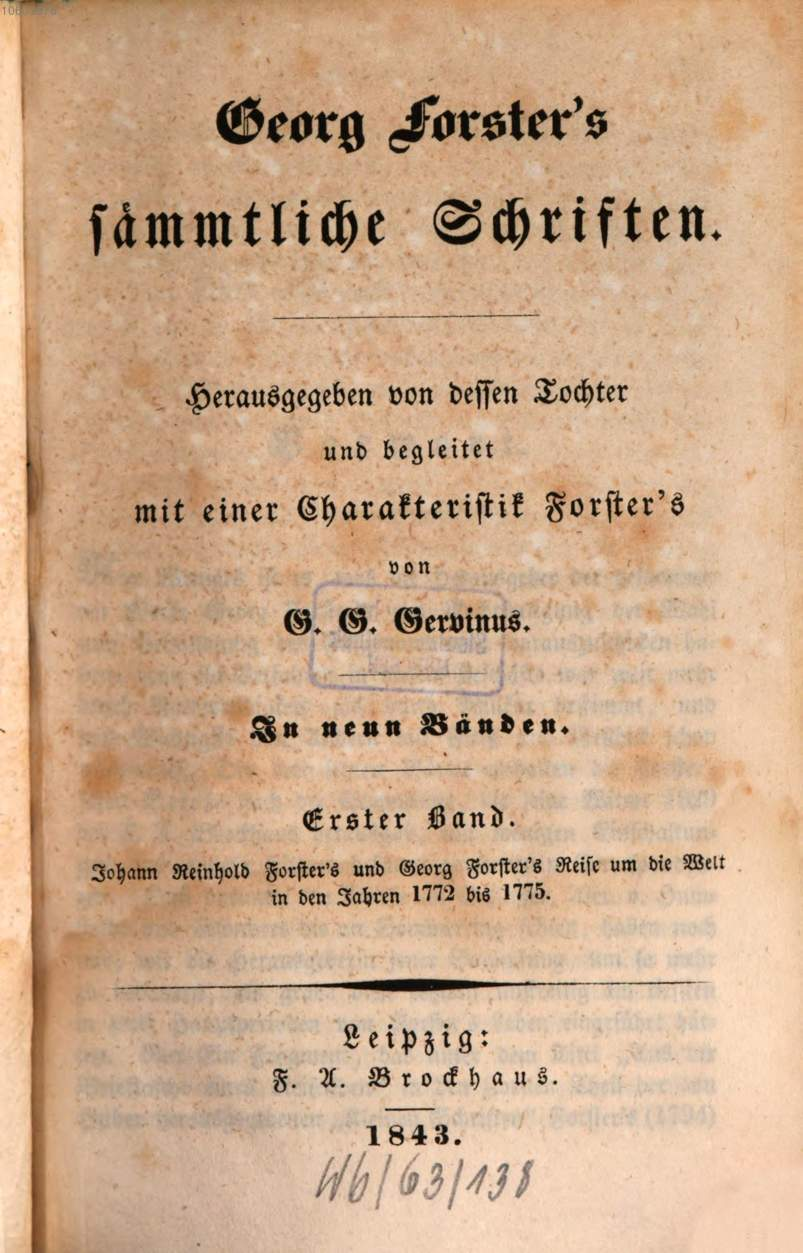
Georg Forster's sämmtliche Schriften, Band 1

Toen ze verbleef bij de echtgenoot van haar overleden stiefzus en nadien bij haar nicht publiceerde Forster in 1843 de wetenschappelijke notities van haar vader Georg Forster. Ze deed dit bij de uitgeverij F.A. Brockhaus in Leipzig. Deze uitgaven gebeurden met hulp van Georg Gottfried Gervinus, een literair en politiek historicus. 
Het gaat om Georg Forster's sämmtliche Schriften. Hrsg. von dessen Tochter und begleitet mit einer Charakteristik Forster’s von G.G. Gervinus in 9 Bänden. F. A. Brockhaus, Leipzig 1843.
- Band 1: Johann Reinhold Forster's und Georg Forster's Reise um die Welt in den Jahren 1772 bis 1775, 1. Theil
- Band 2: Johann Reinhold Forster's und Georg Forster's Reise um die Welt in den Jahren 1772 bis 1775, 2. Theil
- Band 3: Ansichten vom Niederrhein, von Brabant, Flandern, Holland, England und Frankreich im April, Mai und Junius
- Band 4: Kleine Schriften, 1. Theil
- Band 5: Kleine Schriften, 2. Theil
- Band 6: Kleine Schriften, 3. Theil. Mit achtzehn lithographierten Abbildungen
- Band 7: Johann Georg Forster. Von Georg Gottfried Gervinus
- Band 8: Briefwechsel
- Band 9: Briefwechsel. Sakontala

De brieven van haar vader werden zowel in het Duits als in het Frans uitgegeven. Ook over de Revolutie in Mainz publiceerde ze. Vervolgens publiceerde ze een biografie over haar vader en een vertaling van het Indische dramawerk Sakuntala, een vertaling uit het Sanskriet. 
Forster legde zich in haar latere leven toe op de studie van het Sanskriet. 
Ze werkte voor Emil von Herder, een auteur en haar zwager.